# Ян Вэй (гимнаст)
Ян Вэй (кит. упр. 杨威, пиньинь Yáng Wēi, род. 8 февраля 1980 года) — китайский гимнаст, трехкратный олимпийский чемпион (дважды в командном многоборье и один раз — в личном первенстве), семикратный чемпион мира (четырежды в командном многоборье, дважды в личном многоборье и один раз на брусьях).